# Šturlićka Platnica
Šturlićka Platnica – wieś w Bośni i Hercegowinie, w Federacji Bośni i Hercegowiny, w kantonie uńsko-sańskim, w mieście Cazin. W 2013 roku liczyła 757 mieszkańców, z czego większość stanowili Boszniacy.